# Logan Miller
Logan Miller (Englewood, 18 febbraio 1992) è un attore, cantante e chitarrista statunitense.

## Biografia
Miller è nato a Englewood, in Colorado, il 18 febbraio 1992 e attualmente vive a Dallas, in Texas.
Ha debuttato al cinema nel 2009 nel film La rivolta delle ex nel ruolo di Connor Mead. Dal 2009 al 2011 è il protagonista della serie di Disney XD I'm in the Band, vestendo i panni di Tripp Campbell, un adolescente fan del leggendario gruppo degli Iron Weasel, tanto da vincere una cena con loro e diventarne il chitarrista. Nel 2015 recita accanto a Tye Sheridan nel film horror Manuale scout per l'apocalisse zombie. Nel 2017 recita nel film drammatico Prima di domani. Nel 2018 è tra i protagonisti del film Tuo, Simon.

## Filmografia

### Attore

#### Cinema
- La rivolta delle ex (Ghosts of Girlfriends Past), regia di Mark Waters (2009)
- Arthur e la vendetta di Maltazard (Arthur et la vengeance de Maltazard), regia di Luc Besson (2009)
- Would You Rather, regia di David Guy Levy (2012)
- Plus One (+1), regia di Dennis Iliadis (2013)
- Bling Ring (The Bling Ring), regia di Sofia Coppola (2013)
- Night Moves, regia di Kelly Reichardt (2013)
- Effetto Lucifero (The Stanford Prison Experiment), regia di Kyle Patrick Alvarez (2015)
- Manuale scout per l'apocalisse zombie (Scouts Guide to the Zombie Apocalypse), regia di Christopher B. Landon (2015)
- Qua la zampa! (A Dog's Purpose), regia di Lasse Hallström (2017)
- Prima di domani (Before I Fall), regia di Ry Russo-Young (2017)
- Tuo, Simon (Love, Simon), regia di Greg Berlanti (2018)
- L'evocazione - We Summon the Darkness, regia di Marc Meyers (2019)
- Escape Room, regia di Adam Robitel (2019)
- Escape Room 2 - Gioco mortale (Escape Room: Tournament of Champions), regia di Adam Robitel (2021)

#### Televisione
- The Norton Avenue All-Stars, regia di Dennie Gordon – film TV (2008)
- I'm in the Band – serie TV, 36 episodi (2009-2011)
- I Hate My Teenage Daughter – serie TV, episodio 1x04 (2011)
- Awake – serie TV, episodi 1x02-1x03-1x04 (2012)
- Grimm – serie TV, episodio 2x08 (2012)
- Childrens Hospital – serie TV, episodio 5x03 (2013)
- Growing Up Fisher – serie TV, quattro episodi (2014)
- Dog with a Blog – serie TV, episodio 3x10 (2015)
- The Walking Dead – serie TV, quattro episodi (2016-2017)
- C'è sempre il sole a Philadelphia (It's Always Sunny in Philadelphia) – serie TV, episodio 13x05 (2018)

### Doppiatore
- Phineas e Ferb (Phineas and Ferb) – serie animata, episodi 2x61-3x10 (2010-2011)
- Ultimate Spider-Man – serie animata, 55 episodi (2012-2017)

## Doppiatori italiani
Nelle versioni in italiano dei suoi film, Logan Miller è stato doppiato da:
- Manuel Meli in Escape Room, Escape Room 2 - Gioco mortale
- Flavio Aquilone in La rivolta delle ex
- Alessio De Filippis in I'm in the Band
- Alessio Puccio in The Walking Dead
- Mirko Cannella in Prima di domani
- Alex Polidori in Tuo, Simon
- Tito Marteddu in Chicago Med

Da doppiatore è sostituito da:
- Flavio Aquilone in Ultimate Spider-Man